# Намохвані
Намохвані (груз. ნამოხვანი) — село в Грузії.
За даними перепису населення 2014 року в селі проживає 147 осіб.